# Радловы
Ра́дловы (нем. Radloff) — дворянский род.
Происходит из Саксонии. Родоначальник — Давид Радлов (нем. Radeloff) (? − 23 января 1618, Ашерслебен, Саксония) — портной. Его сын Давид (1607—1678), портной в Ашерслебене. Сын последнего — Иоганн (1646—1707), школьный учитель в Шладебахе. Его правнук:
- Иоганн Готлиб Радлов (1744—1810) — пастор в местечке Гундорф близ Лейпцига
  - Радлов, Карл Фридрих, рус. Фёдор Радлов (нем. Karl Friedrich Radloff, 1783/4, Лаухштедт — 1842, Вильянди) — адъюнкт-профессор латинской словесности в Санкт-Петербургском университете, принёс присягу на российское подданство 28.04.1822 г., определением Санкт-Петербургского дворянского депутатского собрания от 16.12.1822 признан в потомственном дворянском достоинстве с внесением в III часть Родословной книги
    - Радллов, Леопольд (Лев) Фёдорович (нем. Leopold Karl Theodor Radloff, 1818—1865), педагог, этнограф и музейный работник
      - Радлов, Отто Леопольдович (Львович) (1849—1916), русский морской офицер, генерал флота, участник Цусимского похода; ему пожалован дворянский герб (см.)
      - Радлов, Эрнест Леопольдович (1854—1928) — историк философии и переводчик
        - Радлов, Николай Эрнестович (1889—1942) — живописец, график, карикатурист и художественный критик
          - Радлова, Лидия Николаевна (1913—1999) — советский и российский астроном

        - Радлов, Сергей Эрнестович (1892—1958) — режиссёр, драматург, теоретик и историк театра 
OO Ра́длова (Дармола́това), А́нна Дми́триевна (1891—1949) — поэтесса и переводчица

## Описание герба
В чёрном щите серебряный пояс. На нём три лазуревых шестиконечных звезды. Над поясом два, под поясом один золотые лемехи.
На щите дворянский коронованный шлем. Нашлемник: три страусовых пера: среднее — золотое, крайние — черные. Намёт на щите чёрный, подложенный золотом. Герб Отто Радлова внесен в часть 13 Общего гербовника дворянских родов Всероссийской империи (с. 71).